# Tantilla tayrae
Tantilla tayrae – gatunek meksykańskiego węża z rodziny połozowatych (Colubridae).

## Systematyka
Węże te zalicza się do rodziny połozowatych, do której zaliczano je od dawna. Starsze źródła również umieszczają Tantilla w tej samej rodzinie Colubridae, używając jednak dawniejszej polskojęzycznej nazwy: wężowate czy też węże właściwe, poza tym Colubridae zaliczają do infrapodrzędu Caenophidia, czyli węży wyższych. W obrębie rodziny rodzaj Tantilla należy do podrodziny Colubrinae.

## Rozmieszczenie geograficzne
Tantilla tayrae pochodzi z Meksyku. Jej obecność odnotowano jedynie w stanie Chiapas, w Tacaná w gminie Unión Juárez. Tereny, na których żyje, leżą na wysokości 760 m n.p.m. Porasta je wilgotny las podzwrotnikowy, w którego ściółce żyją opisywane węże.

## Zagrożenia i ochrona
Jest to rzadki wąż, znany nauce jedynie z kilku okazów zebranych w latach 1970–1982. Trend populacyjny nie jest znany, ale IUCN argumentuje, że na zamieszkanym przez gada terenie nie zaszły od tamtej pory duże zmiany, a prawdziwym zagrożeniem mogłaby dla niego okazać się deforestacja.
Prawo Meksyku chroni tego łuskonośnego, włączając go do kategorii Pr, czyli Special Protection.